# Bibliografi.dk
Bibliografi.dk er et netsted, som rummer en international forfatterbibliografi. Projektets initiativtagere, Per Kjær og Lone Pedersen, satte det i gang i 1987 i form af en maskinskrevet oversigt. Senere blev arbejdet udført ved hjælp af tekstbehandlere, og i 1998 begyndte de to at overføre indholdet til HTML-format. Projektet blev startet som et internet-baseret arbejde fra midten af 1999.
Bibliografien er opstillet alfabetisk efter forfatternes efternavne. Via et link er der adgang til en tidssorteret liste over den pågældende forfatters egne værker, fulgt af andres udgivelser om forfatterens arbejde. Opslaget om H.C. Andersen rummer f.eks. links til 399 førsteudgivelser.
Efter denne oversigt følger en bibliografi over udgivelser af og kommentarer til forfatterens værker. Eksempelvis bringer bibliografien for H.C. Andersens eventyr ”Ole Lukøje” dels oplysning om førsteudgaven fra 1853, dels om alle de senere udgaver (122 i alt)
Opslaget slutter med angivelse af kilder, datoer for oprettelse af opslaget og den seneste redigering.

## Søgemuligheder
Bibliografiens indhold kan afsøges på flere måder:
- Ved et klik på en tidstavle, der dækker årene fra 1800 til dato
- Ved at søge på et bestemt land
- Ved at søge på forfatterens navn og værkets titel samt eventuelt også værkets udgivelsesår

## Bibliografiens basis
Bibliografien bygger på en række kilder, som angives under fanebladet kilder.  Afgrænsningen af stoffet bliver gennemgået under fanebladet afgrænsning. Denne del er ledsaget af et forklarende eksempel (Jean M. Auel: Hulebjørnens klan), som giver indsigt i, hvad der er søgt oplyst i hvert enkelt tilfælde.